# Saint-Jean-Saint-Gervais

Saint-Jean-Saint-Gervais este o comună în departamentul Puy-de-Dôme, Franța. În 1 ianuarie 2022 avea o populație de 127 de locuitori.